# Hamid Majd Teymouri
Pour les articles homonymes, voir Majd.
Hamid Majd Teymouri (persan : حمید مجدتیموری) (né le 3 juin 1953 en Iran) est un footballeur international iranien, qui évoluait au poste d'attaquant.

## Biographie

### Carrière en équipe nationale
Majd Teymouri reçoit une sélection en équipe d'Iran lors de l'année 1978.
Il figure dans le groupe des sélectionnés lors de la Coupe du monde de 1978. Lors du mondial organisé en Argentine, il ne joue aucun match.